# 74 Batalion Obsługi Lotnisk
74 Batalion Obsługi Lotnisk (74 bol) – pododdział wojsk lotniczych ludowego Wojska Polskiego.
Batalion wchodził w skład 7 Rejonu Baz Lotniczych. Etat 015/343 przewidywał 44 oficerów, 76 podoficerów i 188 szeregowych. 
W listopadzie 1944 roku batalion stacjonował na lotnisku Podlodów, obsługiwał radziecki 93 pułk rozpoznania i korygowania ogniem artylerii.
Na dzień 1 maja 1945 roku w jednostce było 30 oficerów, 80 podoficerów i 160 szeregowych.
Jesienią 1945 roku 74 batalion obsługi Lotnisk przemianowano na 2 batalion obsługi lotnisk. W grudniu 1946 roku batalion rozwiązano. 

## Struktura organizacyjna
- dowództwo i sztabu
- sekcja zaopatrzenia technicznego
- sekcja intendentury
- sekcja uzbrojenia i amunicji
- sekcja finansowa
- kompania łączności
- kompania samochodowa
- kompania ochrony lotniska
- sekcja meteorologiczna
- służba sanitarna
- sekcja żywnościowa
- sekcja materiałów